# 孙延珩
孙延珩，中华人民共和国政治人物、外交官。
1994年，接替黄志良，担任中华人民共和国驻委内瑞拉大使。1996年，由刘伯鸣接任。